# Constance Stone
Dr. Emma Constance Stone (Hobart, 4 december 1856 – St Kilda, 29 december 1902) was de eerste vrouwelijke arts van Australië. Ze speelde een belangrijke rol in de oprichting van zowel het Queen Victoria Hospital als de Victorian Medical Women's Society in Melbourne.

## Levensloop

### Jeugd en opleiding
Stone werd geboren in Hobart op het eiland Tasmanië, als dochter van William en Betsy Stone. In 1872 verhuisde het gezin naar Melbourne. In 1882 ontmoette ze dominee David Egryn Jones, die zich door de armoede in zijn parochie geroepen voelde om geneeskunde te gaan studeren. Dit inspireerde Stone om ook zelf arts te worden.
Omdat vrouwen in die tijd niet werden toegelaten tot de geneeskundestudie aan de Universiteit van Melbourne, vertrok ze naar het buitenland. Ze studeerde aan het Woman's Medical College of Pennsylvania en behaalde haar MD aan het Trinity College in Toronto in 1888.

### Carrière
Na haar afstuderen werkte ze in Londen in het New Hospital for Women. In 1889 behaalde ze daar haar licentie als arts van de Worshipful Society of Apothecaries. Haar ervaringen in Engeland inspireerde haar om ooit een ziekenhuis "door vrouwen, voor vrouwen" op te richten.
In 1890 keerde ze terug naar Australië en werd ze de eerste vrouw die werd geregistreerd bij de Medical Board of Victoria. Haar zus Clara Stone studeerde geneeskunde aan de Universiteit van Melbourne en studeerde af in 1891. De zussen begonnen samen een praktijk en werkten ook bij de polikliniek in La Trobe Street.
In 1895 vond de eerste vergadering van de Victorian Medical Women's Society plaats in Constance’ woning: Clara werd voorzitter. In 1896 besloten elf vrouwelijke artsen in Melbourne een vrouwenziekenhuis op te richten. In 1899 opende zij officieel het Queen Victoria Hospital.

### Persoonlijk
Stone trouwde in 1893 met David Egryn Jones. In 1899 kregen zij een dochter, Constance Bronwen, die later arts werd in Londen.
Zij overleed op 29 december 1902 aan tuberculose, op 46-jarige leeftijd. Ze werd overleefd door haar man en dochter.

## Nalatenschap
Een steeg in de Queen Victoria Village in Melbourne is naar haar vernoemd. In 2001 werd ze postuum opgenomen in de Victorian Honour Roll of Women.
- Australian Dictionary of Biography: stone-emma-constance-8676
- Australian Women's Register: AWE0048b
- Gemeinsame Normdatei: 1129127257
- International Standard Name Identifier: 0000 0004 5576 6580
- Library of Congress Control Number: n2015063442
- Trove: 769053
- Virtual International Authority File: 271144783041658216936
- WorldCat: E39PBJxcXjPkXVvMryWHhpkCcP